# فهرست سفیران ایران در تونس
سفارت ایران در تونس در آبان ۱۳۳۶ توسط «عبدالاحد یکتا» تأسیس شد و نامبرده تا آذر ۱۳۴۰ سفیر بود.

## پهلوی
- عبدالاحد یکتا از آبان ۱۳۳۶  تا آذر ۱۳۴۰
- عبدالحسین مفتاح از آذر ۱۳۴۰ تا؟ (به علت صرفه‌جوئی در بودجه، به تهران احضار شد و یکی از رایزنان سفارت به عنوان کاردار تعیین شد)
- عبدالامیر رشیدی حائری از شهریور ۱۳۴۳ تا شهریور ۱۳۴۷
- مرتضی قدیمی از مهر ۱۳۴۷ تا بهمن ۱۳۵۱
- محمود صالحی از دی ۱۳۵۱[۱][۲]
- سلطان‌حسین وکیلی سنندجی
- ایرج امینی

## جمهوری اسلامی
- سيد محمود سيف افجه‌ای ۱۳۶۱ - ۱۳۶۵ (کاردار موقت)
- جهانبخش مظفری ۱۳۷۲ - ۱۳۷۷
- محمود محمدی از ۱۳۷۸ تا ۱۳۸۱
- سید محمدباقر سخایی ۱۳۸۱ - ۱۳۸۵
- محمدتقی مؤید ۱۳۸۵ - ۱۳۸۹
- پیمان جبلی ۱۳۸۹ - ۱۳۹۳
- مصطفی بروجردی ۱۳۹۳ - ۱۳۹۸
- محمدرضا رئوف شیبانی ۱۳۹۸ تا ۱۴۰۲
- محمد عبادی مسئول موقت ۱۴۰۲
- میرمسعود حسینیان[۳] ۱۴۰۳ تاکنون